# Scarabaeus armeniacus
Scarabaeus armeniacus là một loài bọ cánh cứng trong họ Bọ hung (Scarabaeidae).